# Finsch-bülbül
A Finsch-bülbül (Alophoixus finschii) a madarak osztályának verébalakúak (Passeriformes) rendjébe és a bülbülfélék (Pycnonotidae) tartozó családja tartozó faj.

## Rendszerezése
A fajt Tommaso Salvadori olasz ornitológus írta le 1871-ben, az Criniger nembe Criniger finschii néven. Sorolják az Iole nembe Iole finschii néven is.

## Előfordulása
Brunei, Indonézia, Malajzia és Thaiföld területén honos. Természetes élőhelyei a szubtrópusi és trópusi, síkvidéki esőerdők, valamint másodlagos és ültetvények. Állandó, nem vonuló faj.

## Megjelenése
Testhossza 17 centiméter, testtömege 22-25 gramm.

## Életmódja
Gyümölcsökkel és rovarokkal táplálkozik, kedveli a bogyókat is.

## Természetvédelmi helyzete
Az elterjedési területe rendkívül nagy, viszont drasztikusan csökken az erdő pusztítása miatt, emiatt egyedszáma is csökken A Természetvédelmi Világszövetség Vörös listáján mérsékelten fenyegetett fajként szerepel.